# Steffen
Steffen ist ein männlicher Vorname. Seinen Ursprung hat der Name im nördlichen Europa und ist in Deutschland, Dänemark und Norwegen als Variante von Stefan geläufig. In Schweden ist die Namensform Staffan verbreitet.

## Vorname
- Steffen Agnetti (* 1973), deutscher Leichtathlet
- Steffen Ahrens (* 1962), deutscher Bildhauer, Steinmetz und Bronzegießer
- Steffen Amme (* 1977), deutscher Kommunalpolitiker (WIDAB)
- Steffen Apelt (* 1962), deutscher Politiker (CDU)
- Steffen Arndes (~1450–1519), Inkunabel-Buchdrucker, der hauptsächlich in Lübeck wirkte
- Steffen Augsberg (* 1976), deutscher Rechtswissenschaftler und Hochschullehrer
- Steffen Bartscher (* 1992), deutscher Biathlet
- Steffen Basho-Junghans (1953–2022), deutscher Fingerstyle-Gitarrist und Songwriter
- Steffen Baumann (* 1971), deutscher Techno/House-DJ
- Steffen Baumgart (* 1972), deutscher Fußballspieler
- Steffen Beck (* 1963), deutscher Fußballtrainer
- Steffen Behrens (* 1987), deutscher Basketballspieler
- Steffen Bühler (* 1985), deutscher Handballspieler
- Steffen Burchhardt (* 1981), deutscher Politiker (SPD)
- Steffen Deibler (* 1987), deutscher Schwimmer
- Steffen Fetzner (* 1968), deutscher Tischtennisspieler
- Steffen Freiberg (* 1981), deutscher Politiker (SPD)
- Steffen Freund (* 1970), deutscher Fußballspieler
- Steffen Groth (* 1974), deutscher Schauspieler und Regisseur
- Steffen Hallaschka (* 1971), deutscher Moderator
- Steffen Heitmann (1944–2024), deutscher Theologe und Politiker
- Steffen Henssler (* 1972), deutscher Koch, Autor und Moderator
- Steffen Hofmann (* 1980), deutscher Fußballspieler
- Steffen Iversen (* 1976), norwegischer Fußballspieler
- Steffen Kampeter (* 1963), deutscher Lobbyist und Politiker
- Steffen Andreas Kirchhof (1961–2022), deutscher Erziehungswissenschaftler
- Steffen Klaus (* um 1930), deutscher Film- und Theaterschauspieler
- Steffen Krauß (1965–2008), deutscher Fußballspieler
- Steffen Lange (1931–2006), deutscher Gebrauchsgrafiker und Illustrator
- Steffen Lehle (* 1986), deutscher Handballspieler
- Steffen Lukas (* 1969), deutscher Radiomoderator
- Steffen Berg Løkkebø (* 1987), norwegischer Handballspieler
- Steffen Mauersberger (1953–2000), deutscher Endurosportler
- Steffen Mohr (1942–2018), deutscher Schriftsteller
- Steffen Möller (* 1969), deutscher Schauspieler, Kabarettist und Autor
- Steffen Rau (* 1970), deutscher Fußballtrainer
- Steffen Roll (* 1977), deutscher Schauspieler
- Steffen Seibert (* 1960), deutscher Fernsehjournalist, ehem. Regierungssprecher und Diplomat
- Steffen Sontheimer (* 1990), deutscher Pokerspieler
- Steffen Stiebler (* 1971), deutscher Handballspieler
- Steffen Weber (* 1975), deutscher Jazzmusiker
- Steffen Wick (* 1981), deutscher Komponist
- Steffen Wilmking (* 1976), deutscher Musiker und -produzent
- Steffen Wink (* 1967), deutscher Schauspieler
- Steffen Wurzel (* 1979), deutscher Hörfunkjournalist

## Familienname

### A
- Albert Steffen (1884–1963), Schweizer Anthroposoph und Dichter
- Alexander Steffen (1871–1954), deutscher Gartenbaudirektor, Pflanzenzüchter und Autor
- Alfred Steffen (* 1963), deutscher Fotograf
- Andreas Steffen (* 1975), Schweizer Freestyle-Skier
- Andreas Kriege-Steffen (* 1979), deutscher Architekt
- Anthony Steffen (1929–2004), brasilianischer Schauspieler
- Anuk Steffen (* 2004), Schweizer Kinderdarstellerin
- Arno Steffen (* 1953), deutscher Musiker und Komponist
- August Steffen (1825–1910), deutscher Kinderarzt

### B
- Benjamin Steffen (* 1982), Schweizer Degenfechter
- Bernd Steffen, deutscher Basketballspieler
- Bernd Steffen (Autor), deutscher Fachautor (Angelsport)
- Bernhard Steffen (Topograf) (1844–1891), deutscher Topograf und Offizier
- Bernhard Steffen (Fußballspieler) (* 1937), deutscher Fußballspieler
- Bernhard Steffen (Informatiker) (* 1958), deutscher Informatiker
- Britta Steffen (* 1983), deutsche Schwimmerin
- Bruno Steffen (1891–1973), deutscher Flugpionier,  siehe Bruno und Franz Steffen
- Burkhard Steffen (* 1950), deutscher Gewichtheber und Kraftsportler

### C
- Carl Steffen (1918–1989), österreichischer Immunologe
- Carl Emanuel Steffen (auch Karl Emanuel Steffen; 1851–1927), österreichischer Chemiker, Ingenieur und Unternehmer
- Caroline Steffen (* 1978), Schweizer Triathletin
- Cecil Steffen (1919–2009), US-amerikanische Musikpädagogin und Komponistin
- Claudia Steffen (* 1976), deutsche Filmproduzentin

### D
- David Steffen (* 1966), deutscher Schauspieler
- David Steffen (Politiker) (* 1971), US-amerikanischer Politiker und Geschäftsmann
- David Steffen (Herausgeber), US-amerikanischer Herausgeber und Autor von Science-Fiction
- Dominice Steffen (* 1987), deutsche Volleyballspielerin

### E
- Emil Steffen (1888–1957), Schweizer Lehrer und Heimatforscher
- Erich Steffen (Chorleiter)  (1900–1974), deutscher Chorleiter und Musikpädagoge
- Erich Steffen (Richter) (* 1930), deutscher Jurist, Richter am Bundesgerichtshof
- Ernst S. Steffen (1936–1970), deutscher Schriftsteller
- Erwin Steffen (1900–nach 1954), deutscher Politiker (LDP)

### F
- Frank Steffen (* 1967), deutscher Volkswirt
- Frank Steffen (Politiker) (* 1971), deutscher Politiker (SPD)
- Franz Steffen (1887–1916), deutscher Erfinder, Flugzeugkonstrukteur und Flugpionier, siehe Bruno und Franz Steffen
- Franziska Steffen (* 1981), Schweizer Freestyle-Skierin
- Frieda Steffen (* 1959), Schweizer Politikerin (CVP)
- Friedrich Steffen (1891–1964), deutscher Politiker
- Fritz Steffen (Jurist) (1890–1961), deutscher Jurist, Rechtswissenschaftler und Hochschullehrer
- Fritz Steffen (Künstler) (* 1947), Schweizer Maler, Illustrator und Cartoonist

### G
- Gerd Steffen (* 1952), deutscher Fußballspieler
- Gerhard Steffen (1933–2000), österreichischer Kabarettist und Schauspieler
- Gero Steffen (* 1964), deutscher Kameramann
- Gregor Steffen (1909–1999), deutscher Theologe
- Gustaf Fredrik Steffen (1864–1929), schwedischer Nationalökonom und Soziologe

### H
- Hans Steffen (Geograph) (1865–1936), deutscher Geograph
- Hans Steffen (Botaniker) (1891–1945), deutscher Bryologe und Botaniker
- Hans Steffen (Literaturwissenschaftler) (* 1926), deutscher Literaturwissenschaftler
- Hans Steffen (Politiker) (* 1931), Schweizer Politiker (NA)
- Hans Karl Steffen (1930–1994), deutscher Maler
- Hans Reimer Steffen (1897–1950), deutscher Zeitungsredakteur und Autor von humoristischen Hamburger Dialekt-Geschichten
- Heinrich Steffen (1833–1909), deutscher Schauspieler, Theaterregisseur und -direktor
- Herbert Steffen (1934–2022), deutscher Gründer, Vorsitzender und Geschäftsführer der Giordano Bruno Stiftung sowie Unternehmer und Mäzen
- Hermann Steffen (1902–1992), Schweizer Architekt
- Horst Steffen (* 1969), deutscher Fußballspieler und -trainer

### I
- Isabelle Stadelmann-Steffen (* 1979), Schweizer Politologin

### J
- Joachim Steffen (Romanist) (* 1977), deutscher Romanist, Sprachwissenschaftler und Hochschullehrer
- Jochen Steffen (1922–1987), deutscher Landespolitiker (SPD)
- Johann Steffen (1902–1975), deutscher Unternehmer und Politiker (CDU)
- Johannes Steffen (1876–1965), deutscher Lehrer und Sportfunktionär
- Josef Steffen (1832–1892), Schweizer Drucker und Fabrikant
- Josefine Steffen (1902–1964), Schweizer Aktivistin gegen das Frauenstimmrecht

### K
- Kai Steffen (Fußballspieler) (* 1961), deutscher Fußballspieler
- Kai Steffen (Ingenieur) (* 1968), deutscher Ingenieur und Denkmalschützer
- Karl Steffen (Ingenieur) (1874–1926), österreichischer Ingenieur
- Karl Steffen (* 1953), Schweizer Künstler, siehe Steffenschöni
- Katrin Steffen (* 1967), deutsche Historikerin
- Klaus Steffen (* 1945), deutscher Mathematiker
- Konrad Steffen (1952–2020), Schweizer Glaziologe
- Kristin Steffen (* 1992), deutsche Schauspielerin und Hörspielsprecherin
- Kurt Steffen (1904–1968), deutscher Schriftsteller

### L
- Lars Steffen (* 1992), deutscher American-Football-Spieler
- Ludwig Steffen (1793–1850), deutscher Kupferstecher und Lithograf

### M
- Malin Steffen (* 1993), deutsche Schauspielerin
- Manfred Steffen (1916–2009), deutscher Schauspieler
- Marco Steffen (* 1974), deutscher Handballspieler
- Marianne Steffen-Wittek, geb. Steffen (* 1952), deutsche Musikerin, Musikpädagogin und Komponistin
- Marie Steffen (* 2001), deutsche Handballspielerin
- Marie-Elisabeth Steffen, geb. Pütz (1925–2018), deutsche Weinkönigin
- Mario Steffen (* 1976), deutscher Schlagersänger
- Markus Steffen (* 1968), deutscher Gitarrist, Komponist, Musikpädagoge und Lehrbuchautor
- Max Steffen (Architekt) (1883–1952), Schweizer Architekt
- Max Steffen (1909–1988), deutscher Politiker (KPD/SED) und Widerstandskämpfer gegen den Nationalsozialismus
- Michael Steffen (* 1968), deutscher Fußballspieler

### O
- Oliver Steffen (* 1974), Schweizer Fernsehjournalist
- Oskar Steffen (?–1922), Schweizer Unternehmer
- Otto Steffen (1874–1957), US-amerikanischer Athlet
- Otto Berndt Steffen (* 1951), deutscher Bildhauer

### P
- Patrick Steffen (Künstler) (* 1969), Schweizer Künstler
- Patrick Steffen (Volleyballspieler) (* 1990), deutscher Volleyballspieler
- Paul B. Steffen (* 1954), deutscher katholischer Missionswissenschaftler und Pastoraltheologe
- Peter Steffen (1930–2012), deutscher Schlagersänger

### R
- Rainer Steffen (* 1943), deutscher Schauspieler
- Reiner Steffen (* 1941), deutscher Wirtschaftswissenschaftler
- Renato Steffen (* 1991), Schweizer Fußballspieler
- Richard Steffen (1903–1964), deutscher Bildhauer, Buchdrucker und Dramaturg
- Rolf Steffen (1927–1997), deutscher Maler und Buchbinder
- Rolf M. Steffen (1922–2000), schweizerisch-US-amerikanischer Physiker und Hochschullehrer
- Rüdiger Schünemann-Steffen (1956–2020), Heimatforscher und Sachbuchautor
- Rudolf Grossmann-Steffen (1877–1956), Schweizer Autor

### S
- Sabine Steffen (* 1958), deutsche Politikerin (GAL)
- Sascha Steffen (* 1978), deutscher Ökonom, Hochschullehrer für Betriebswirtschaftslehre
- Sonja Steffen (* 1963), deutsche Politikerin (SPD)

### T
- Tabea Steffen (* 1982), Schweizer Degenfechterin

- Thomas Steffen (* 1961), deutscher politischer Beamter, Staatssekretär
- Till Steffen (* 1973), deutscher Politiker (Grüne), Justizsenator
- Tilman Steffen (* 19..), deutscher Journalist
- Tobias Steffen (* 1992), deutscher Fußballspieler

### U
- Uwe Steffen (1928–2010), deutscher lutherischer Theologe

### W
- Waldemar Steffen (1872–1965), deutscher Leichtathlet
- Walter Steffen (Biologe) (1953–2021), deutscher Zellbiologe und Hochschullehrer
- Walter Steffen (* 1955), deutscher Filmregisseur, Drehbuchautor und Produzent
- Walter Arnold Steffen (1924–1982), Schweizer Maler
- Wiebke Steffen (1946–2017), deutsche Kriminologin
- Wilhelm Steffen (1876–1971), deutscher Lehrer und Regionalhistoriker
- Will Steffen (1947–2023), US-amerikanisch-australischer Klimawissenschaftler
- Willi Steffen (Fussballspieler) (1925–2005), Schweizer Fußballspieler
- Willi Georg Steffen (1902–1977), deutscher Diplomat
- Wolfgang Steffen (1923–1993), deutscher Komponist von E-Musik

### Y
- Yannick Steffen (* 1991), deutscher Rapper, Songwriter und Radiomoderator

### Z
- Zack Steffen (* 1995), US-amerikanischer Fußballspieler